# مبدأ مونرو

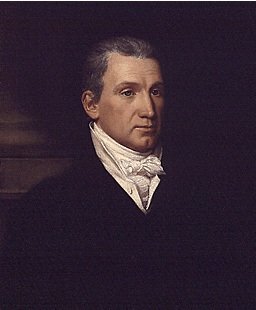

مبدأ مونرو بيان أعلنه الرئيس الأمريكي جيمس مونرو في رسالة سلّمها للكونغرس الأمريكي في 2 ديسمبر 1823م. نادى مبدأ مونرو بضمان استقلال كلِّ دول نصف الكرة الغربي ضد التدخل الأوروبي بغرض اضطهادهم، أو التّدخّل في تقرير مصيرهم. ويشير مبدأ مونرو أيضاً إلى أن الأوروبيين الأمريكييّن لايجوز اعتبارهم رعايا مستعمرات لأي قُوى أوروبية في المستقبل. والقصد من هذا البيان هو أن الولايات المتحدة لن تسمَح بتكوين مستعمرات جديدة في الأمريكتين، بالإضافة إلى عدم السماح للمستعمرات التي كانت قائمة بالتوسع في حدودها.
ومن المحتمل أن مبدأ مونرو لم يأت بفائدة تذكر للولايات المتحدة من وجهة النظر التجارية؛ لأن أوروبا استمرت في الحصول على النصيب الأكبر من تجارة أمريكا اللاتينية، والتي حصلت بريطانيا على أكثرها. كما أن المبدأ لم يحسن العلاقات بين الولايات المتحدة وأقطار أمريكا اللاتينية أيضاً. إن الدول التي يفترض أن تحميها هذه الفلسفة قد استاءت من الطريقة التي فرضت بها الولايات المتحدة استعلاءها عليها؛ فقد تخوفت هذه الدول من هيمنة الشمال أكثر من تخوفها من أي دولة أوروبية.
وفي أوائل القرن العشرين الميلادي، أعطى الرئيس الأمريكي ثيودور روزفلت حياة ومعنىً جديدين لمبدأ مونرو؛ فقد أشار إلى أن الضعف والممارسَات الخاطئة في أي من الدول الأمريكية الصغيرة ربما تغري الدول الأوروبية بالتدخل.
ظهر للرئيس روزفلت أنَّ الدول الأوروبية لها مايبرِّر مُحاولتها حماية أرواح مواطنيها وممتلكاتهم أو جمع الديون المُستحَقَّه لهم. لقد أكد روزفلت أنَّ الدّفاع عن مبدأ مونرو يتطلّب من الولايات المتحدة منع هذا التّدّخل المبرَّر؛ وذلك عن طريق التّدخّل بنفسها. وتحت هذه السياسة، سياسة العصا الغليظة أرسلتْ الولايات المتحدة جيوشها إلى جمهورية الدومنيكان في عام 1905م، وإلى نيكاراغوا عام 1912م وهاييتي عام 1915م.
وعموما، فقد اتبع الرئيس وودرو ويلسون سياسة روزفلت، ولكنه وعد بأن الولايات المتحدة لن تستولي بالقوة مرة ثانية على موطئ قدم إضافي. كما أبدى أيضاً التحفظ في التعامل مع الثورة المكسيكية التي أخذت مجراها أثناء فترة رئاسته. وكان في إمكانه استخدام تفسير روزفلت لمبدأ مونرو بتبرير الاحتلال الكامل للمكسيك، ولكنه اتبع سياسة الانتظار الحَذِر.
سياسة حسن الجوار. عَملت الولايات المتحدة على تحسين علاقاتها مع دول أمريكا اللاتينية بعد الحرب العالمية الأولى (1914م - 1918م). وقد قام الرئيس هربرت هوفر بجولة النوايا الحسنة في أمريكا الجنوبّية قبل تولّيه الرئاسة.
أعلن الرئيس فرانكلين ديلانو روزفلت سياسة حسن الجوار في مستهل فترة رئاسته. وقال: إن جميع الأمريكيين يجب أن يساهموا في دعم مبدأ مونرو، وبالتالي أصبح الدّفاع عن نصف الكرة الغربي واجباً جماعياً. وأثناء فترتي إدارة هوفر وروزفلت سحبت الولايات المتحدة قواتها تدريجياً من الدول الأمريكية الصغيرة التي احتلتها، وتنازلت عن امتيازاتها الخاصة التي تحصلت عليها. ونتيجة لسلسلة من الاتفاقات التجارية المتبادلة، استمرت الولايات المتحدة في تخفيض حواجز التعرفة العالية التي فعلت فعلتها في الإبقاء على عزلة الأمريكيين.
عقدت المؤتمرات حول الشؤون الأمريكية الداخلية في مونتفيديو عام 1933م، وفي بوينس أيريس عام 1936م، وفي ليما عام 1938م وفي هافانا عام 1940م. قرَّب الخوف من العدوان الشقة بين جميع الجمهوريات الأمريكية، وقد اجتمعوا مرة ثانية في ريودي جانيرو عام 1942م، وفي مكسيكو سيتي عام 1945م، وفي بيتروبوليس ـ البرازيل عام 1947م. كما أنشؤوا منظّمة الدول الأمريكية في اجتماع بوجوتا ـ كولومبيا عام 1948م.
سوء الفهم. خلط كثير من النّاس في الولايات المتحدة ـ غالباً ـ بين مبدأ مونرو ومبدأ الانعزالية، أو الابتعاد عن الشؤون العالمّية، التي أشار إليها جورج واشنطن في خطاب وداعه عام 1796م. وفي الحقيقة فإنَّ مونرو قد ردد في رسالته سياسة البلاد في الابتعاد عن الشؤون الأوروبية، ولكنه استخدمها لمجرد دعم حجته بأن الدول الأوروبية يجب أن تبتعد هي الأخرى عن الشؤون الأمريكيّة. ولذلك لايمكن اعتبار مبدأ الانعزالية جزءًا من مبدأ مونرو، وماحدث، هو أنّ الانعزالية كانت السّياسة التي اتّبعتها حكومة الولايات المتحدة في الوقت الذي أعلنت فيه فلسفة مونرو.

## بذور مبدأ مونرو
كانت الولايات المتحدة الأمريكية دولة انعزالية في بداياتها. مع ذلك، وُضعت أسس مبدأ مونرو خلال فترة رئاسة جورج واشنطن. وفقًا لصموئيل إليوت موريسون، «تبنت الولايات المتحدة، منذ عام 1783، سياسة الانعزالية، وأعلنت نيتها الابتعاد عن أوروبا. حينها كان اعتماد المبدأ الإضافي لعقيدة مونرو، الذي ينص على وجوب ابتعاد أوروبا عن أمريكا، ما يزال يلوح في الأفق».  
كان ألكسندر هاملتون يرغب بالسيطرة على مجال النفوذ في نصف الكرة الأرضية الغربي، ولا سيما أمريكا الشمالية، وامتدت هذه السيطرة، بعد تطبيق مبدأ مونرو، لتشمل مستعمرات أمريكا اللاتينية. لكن هاملتون، الذي كتب جزءًا من أوراق الفيديراليست، كان يرغب بترسيخ الولايات المتحدة كقوة عالمية، وكان يأمل بأن تصبح بلاده كفاية لإبقاء القوى الأوروبية خارج القارتين الأمريكيتين، في الوقت الذي كانت فيه المساحات التي تسيطر عليها القوى الأوروبية في الأمريكيتين أكبر من تلك التي تسيطر عليها الولايات المتحدة فيها. توقع هاميلتون أن تصبح الولايات المتحدة القوة المهيمنة في العالم الجديد، وأنها ستكون في المستقبل وسيطًا بين القوى الأوروبية من جهة وبين أي دولة جديدة قد تزدهر بالقرب من الولايات المتحدة من جهة أخرى.
أظهرت المذكرة، التي أرسلها جيمس ماديسون (وزير خارجية توماس جيفرسون، والرئيس المستقبلي للولايات المتحدة الأمريكية) إلى السفير الأمريكي في إسبانيا، معارضة الحكومة الفيدرالية الأمريكية لاستحواذ القوى الأوروبية على المزيد من الأراضي في الأمريكيتين. لم يكن لاعتراض ماديسون في المذكرة أي أثر يذكر على أرض الواقع، لأن القوى الأوروبية، وكما ذُكر سابقًا، كانت تسيطر على مساحات أمريكية أكبر بكثير من تلك التي كانت تحتلها الولايات المتحدة. أيد توماس جيفرسون الفرنسيين، في محاولة منه لإبعاد التنافس البريطاني الفرنسي عن أراضي الولايات المتحدة. مع ذلك، أوضحت الحكومة الفيدرالية، بقيادة جيفرسون، لسفرائها بأن الولايات المتحدة لن تدعم أي جهود استعمارية مستقبلية في أمريكا الشمالية.
خشيت حكومة الولايات المتحدة من إعادة القوى الأوروبية المنتصرة، المنبثقة عن مؤتمر فيينا (1814-1815)، إحياء الحكومات الملكية. كانت فرنسا حينها قد وافقت على إعادة إحياء الملكية الإسبانية مقابل كوبا. مع انتهاء الحروب النابليونية الثورية (1803-1815)، شكلت مملكة بروسيا والإمبراطورية النمساوية والإمبراطورية الروسية التحالف المقدس للدفاع عن الملكية. أعطى التحالف المقدس قواته الشرعية للقيام بتوغلات عسكرية تهدف لإعادة إرساء حكم آل بوربون على إسبانيا ومستعمراتها التي كانت تعمل على تحقيق استقلالها الذاتي.
آمنت بريطانيا العظمى بالهدف العام لمبدأ مونرو، ورغبت بإعلان بيان مشترك مع الولايات المتحدة يمنع استعمار أي قوى أوروبية أخرى لمناطق إضافية من العالم الجديد. في واقع الأمر، وبعد عدة سنوات من دخول مبدأ مونرو حيز التنفيذ، كانت بريطانيا الدولة الوحيدة التي تطبق بنود المبدأ من خلال بحريتها الملكية، في الوقت الذي كانت تفتقر فيه الولايات المتحدة للقدرات البحرية الكافية للقيام بمهامها التي يفرضها عليها مبدأ مونرو. عارضت الولايات المتحدة توقيع بيان مشترك مع بريطانيا لأنه لم يكن قد مر وقت طويل على خوض البلدين لحرب عام 1812 ضد بعضهما البعض. في عام  1821 اتخذت روسيا قرارًا تحدت فيه مبدأ مونرو وأكدت فيه على حقها بمناطق شمالي غربي المحيط الهادئ، ومنعت السفن غير الروسية من الاقتراب من الساحل.

## مبدأ
كانت الوثيقة الكاملة لمبدأ مونرو، التي كتبها الرئيس المستقبلي للولايات المتحدة الأمريكية ووزير خارجيتها آنذاك، جون كوينسي آدامز، طويلة ومصاغة بأسلوب دبلوماسي، إلا أن مغزاها يكمن في فقرتين رئيسيتين فقط. يؤكد أولها، البيان الافتتاحي، بأن العالم الجديد لم يعد خاضعًا لاستعمار الدول الأوروبية:
يؤكد المبدأ على حقوق ومصالح الولايات المتحدة الأمريكية، ومن المناسب أن نؤكد فيه على أن أمريكا، ومن خلال المواقف الحرة والمستقلة التي اعتمدتها وصانتها، لم تعد تابعة لأي استعمار أوروبي مستقبلي.
تتوجه الفقرة الرئيسية الثانية، التي تتضمن توضيحًا أشمل للمبدأ، إلى «قوى التحالف المقدس» في أوروبا. توضح هذه الفقرة أن الولايات المتحدة لا تزال محايدة بشأن المتسعمرات الأوروبية الموجودة أصلًا على أراضي الأمريكيتين، لكنها تعارض «التدخلات» التي من شأنها إنشاء مستعمرات جديدة بين الجمهوريات الأمريكية الإسبانية المستقلة حديثًا:
نحن نقدر صراحة تلك القوى والعلاقات الودية التي تجمعنا معها، وندين لها بذلك. لذلك، يبنغي علينا أن نعتبر أي محاولة لتوسيع سيطرتها على أي جزء من هذا النصف من الكرة الأرضية بمثابة خطر على سلامنا وسلامتنا. أما فيما يتعلق بالمستعمرات أو التبعيات الأوروبية الموجودة حاليًا، فإننا لم ولن نتدخل بشؤونها أبدًا. لكن، مع الحكومات التي أعلنت استقلالها وحافظت عليه، والتي سبق لنا أن اعترفنا باستقلالها، بعد أن وليناها اهتمامًا بالغًا واعتمدنا على مبادئ عادلة، لم نتمكن إلا أن نعتبر أي تدخل أوروبي يهدف لقمعها أو التحكم بمصيرها بأي طريقة كانت مظهرًا من مظاهر التصرف غير الودي تجاه الولايات المتحدة.

## تأثيرات

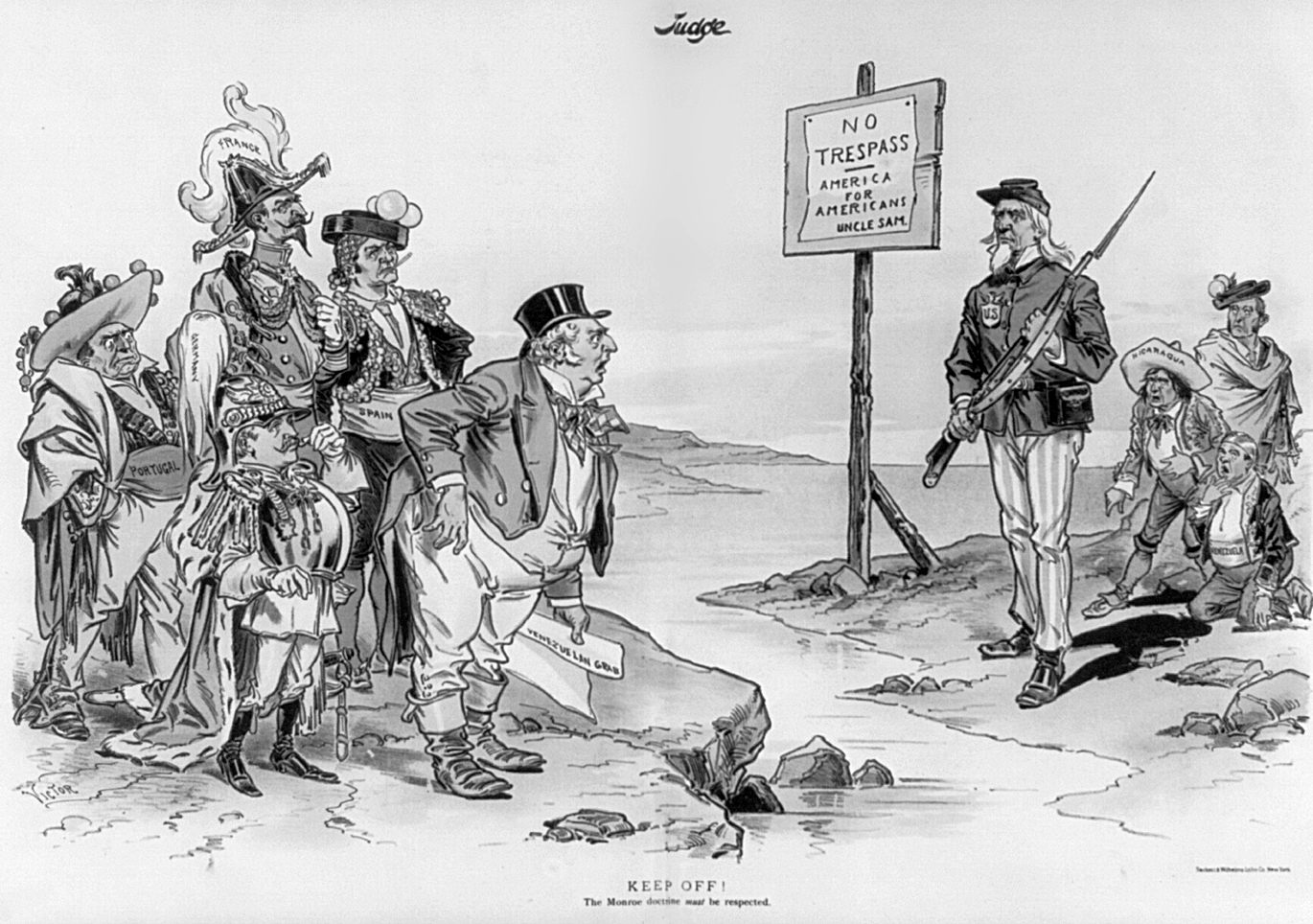
رسم كاريكاتيري يظهر وقوف العم سام بين الأوروبيين والأمريكيين اللاتينيين حاملا بندقيته. وضع الرسم الفنان الأمريكي فيكتور جيلام في عام 1896.

### ردود الفعل الدولية
في تلك الفترة، كانت الولايات المتحدة تفتقر إلى قوى الجيش والبحرية الجديرة بالثقة، وعلى إثر ذلك، قوبل مبدأ مونرو بالتجاهل الدولي بصورة عامة.
أغضب بيان مبدأ مونرو الأمير كليمنس فون مترنيش، ووصفه سرًا ب «العمل الثوري الجديد» للولايات المتحدة من شأنه أن يعطي رسل الفتنة قوة جديدة، ويحيي الشجاعة في قلب كل متآمر».
مع ذلك، قوبل المبدأ بموافقة مبدأية من البريطانيين الذين طبقوه بصفته جزءًا من السلام البريطاني الأوسع الذي فرض حياد البحار. كانت الموافقة البريطانية على المبدأ متماشية مع التبني البريطاني المتنامي لمبدأي عدم التدخل والتجارة الحرة، على حساب الإتجارية. سعت الصناعة البريطانية سريعة النمو إلى إيجاد أسواق لسلعها المصنعة، وفي حال أصبحت دول أمريكا اللاتينية المستقلة حديثًا مستعمرات إسبانية مرة أخرى، فسيتم منع وصول البريطانيين إلى هذه الأسواق تطبيقًا للسياسة التجارية التي تتبعها إسبانيا.

### رد فعل أمريكا اللاتينية
كان رد الفعل في أمريكا اللاتينية على مبدأ مونرو إيجابيًا بشكل عام، إلا أنه كان مشبوهًا في بعض الحالات. قال جون أي كرو، مؤلف كتاب «ملحمة أمريكا اللاتينية»: «قوبل مبدأ مونرو من قبل سيمون بوليفار، الذي كان منهمكًا بحملته الأخيرة ضد الإسبان، سانتاندير في كولومبيا وريفادافيا في الأرجنتين وفيكتوريا في المكسيك (قادة حركة التحرر)، بخالص الامتنان». يدعي كرو أن القادة في أمريكا اللاتينية كانوا واقعيين، إذا كانوا على دراية بسلطة رئيس الولايات المتحدة المتواضعة جدًا في ذلك الوقت، لا سيما بدون دعم القوات البريطانية، وآمنوا بعدم إمكانية الولايات المتحدة من تطبيق المبدأ في حال واجهت التحالف المقدس بمفردها. قدر قادة أمريكا اللاتينية الدعم الذي تلقوه في مناطق الشمال وأشادوا به، وكانوا على دراية بأن مستقبل استقلال بلادهم بيد بريطانيا وقواتها البحرية الجبارة. في عام 1826، دعا بوليفار الهيئة التشريعية في بنما لاستضافة أول اجتماع «لعموم الأمريكيتين». لم يكن مبدأ مونرو، بالنسبة لبوليفار ورجاله، أكثر من مجرد أداة للسياسة الوطنية. وفقًا لكرو، «لم يكن من المفترض أن يكون -مبدأ مونرو- ميثاقًا لتنسيق العمل بين دول نصف الكرة الأرضية، ولم يكن ذلك الهدف من وضعه على الإطلاق».